# Brachymeria glabrialis
Brachymeria glabrialis är en stekelart som beskrevs av Yin-Xia Liao och Chen 1983. Brachymeria glabrialis ingår i släktet Brachymeria och familjen bredlårsteklar. Inga underarter finns listade.